# Anke Spies
Anke Spies (* 1965) ist eine deutsche Erziehungswissenschaftlerin und Hochschullehrerin.
Spies studierte Pädagogik, Germanistik, Soziologie und Medienwissenschaft in Marburg und in Münster. Nach ihrer Promotion zum Thema sexueller Gewalt war sie ab 1999 zunächst wissenschaftliche Mitarbeiterin an der Universität Koblenz-Landau und wurde 2004 Juniorprofessorin am Institut für Pädagogik der Carl von Ossietzky Universität in Oldenburg. Nach zwei Jahren Tätigkeit als Vertretungsprofessorin in Magdeburg und Vechta ist sie seit 2010 Professorin für Erziehungswissenschaft und Studiendekanin in Oldenburg.

## Veröffentlichungen (Auswahl)
- „Wer war ich eigentlich“ – Erinnerung und Verarbeitung sexueller Gewalt, Campus-Verlag 1999, zugleich Dissertation.
- Frühe Mutterschaft. Die Bandbreite der Perspektiven und Aufgaben angesichts einer ungewöhnlichen Lebenssituation. Schneider, Hohengehren 2010, ISBN 978-3-8340-0695-0.
- mit Nicole Pötter: Soziale Arbeit an Schulen. Einführung in das Handlungsfeld Schulsozialarbeit. VS Verlag für Sozialwissenschaften, Wiesbaden 2011, ISBN 978-3-531-16346-8 (Beiträge zur sozialen Arbeit an Schulen 1).
- Pädagogik, als Taschenbuch der UTB GmbH, Stuttgart, und zugleich im Ernst Reinhardt Verlag, München 2015